# السند التنفيذي في القانون المصري
السند التنفيذي في القانون المصري هو ورقة مكتوبة بشكل حدده قانون المرافعات المدنية والتجارية المصري، وثابت بها التزام قانوني لمصلحة الدائن حاملها، هذا الالتزام يُراد تنفيذه جبرًا لامتناع المدين عن تنفيذه اختيارًا. الغرض من السند التنفيذي هو الشروع في التنفيذ الجبري للالتزامات؛ أي إجبار المدين على تنفيذ التزاماته بالاستعانة بالسلطة التنفيذية بعد امتناعه عن التنفيذ طوعًا. ومن هنا، لا يجوز التنفيذ الجبري إلا بسند تنفيذي ثابت به الالتزام المُراد تنفيذه جبرًا.
لا يحتاج حامل السند التنفيذي إلى أية إجراءات إضافية لإثبات أنه صاحب الحق الثابت في السند؛ لأنه وجود السند في يد حامله عاملٍ كافٍ بحد ذاته لإثبات ذلك. وقد حدد قانون المرافعات المصري الشكل والمضمون اللازم تواجدهما في أي سند تنفيذي، كما حدد الأوراق التي يُمكن اعتبارها سندًا تنفيذيًا؛ وبالتالي، لا تعتبر أية ورقة سندًا تنفيذيًا ما لم ينص قانون المرافعات المصري على اعتبارها كذلك. ولا يجوز أن يكون السند التنفيذي شفويًا، بل اشترط القانون المصري فيه أن يكون مكتوبًا. ويكون السند التنفيذي في عدة صور؛ هي: الأحكام القضائية، والأوامر، وأحكام المُحكّمين، والمُحررات المُوثّقة، والأوراق الأخرى التي يعطيها القانون صفة السندات التنفيذية.

## ملحوظات
1. ↑  كالعقود، والإيصالات، والشيكات، والكمبيالات، والسندات الإذنية، وشهادات الاستثمار.